# Ulrich V. (Pfannberg)
Ulrich V. von Pfannberg (* 1287; † 23. Oktober 1354) war Graf von Pfannberg, 1322 bis 1337 Vogt von Obernburg, ab 1330 Marschall des Herzogtums Österreich und ab 1335 Hauptmann in Kärnten.

## Leben und Wirken
Er war der Sohn Graf Ulrichs IV. und der Margarete von Heunburg.
Während sein Vater Vermögen und Ansehen seines Geschlechts ganz und gar heruntergewirtschaftet hatte, bemühte sich Ulrich V. um einen neuen Stil:
„... an Geist, Thatkraft, Tapferkeit, Theilnahme an den öffentlichen Geschäften, Streben nach Ruhm, Ehre und Macht und selbst nach Vermögen, als dem Mittel Grosses zu wirken glich er ganz seinem Großvater Heinrich, den er an staatsmännischer Klugheit und Mässigung, sowie durch stets gleiche Treue gegen seine Landesfürsten übertraf. Durch diese Tugenden rettete er sein Geschlecht nicht nur vor dem drohenden Verkommen, sondern hob es auf eine Höhe von Glanz, Macht und Ehre, die es selbst unter Heinrich nicht gehabt hatte.“ (K. Tangl)
Noch auf dem Schlachtfeld zu Gammelsdorf (1313) wurde Graf Ulrich zum Ritter geschlagen und mit Agnes, einer Schwester Ulrichs I. von Walsee († 1329), verlobt; die Vermählung erfolgte 1314.
Von 1315 bis 1323 war Graf Ulrich Hauptmann der bambergischen Besitzungen in Kärnten – u. a. Reichenfels, St. Leonhard, Wolfsberg, Griffen, Wernberg, Villach, Federaun, Arnoldstein, Tarvis und Pontafel – und Burgvogt von Griffen.
1316 schlug sich Graf Ulrich für seine österreichischen Herzoge Friedrich und Leopold  in der Schlacht bei Esslingen und zeichnete sich durch Tapferkeit aus.
1320 (laut Johann von Viktring 1314) gerieten Graf Ulrich und Ulrich II. von Walsee vor Padua im Kampf gegen die Veroneser in Bedrängnis, wurden aber von Ulrich I. von Walsee befreit.
1322 starb mit Graf Hermann, einem Bruder von Ulrichs Mutter, das Haus Heunburg im Mannesstamm aus und Graf Ulrich folgte seinem Onkel als Vogt von Oberburg. Als Erbteil erhielt Ulrich die Herrschaften Heunburg, Mannsberg, Bleiburg, Trixen (diese mit Einschränkungen, da Hermanns Witwe Elisabeth noch Rechte geltend machte) und den halben Anteil an Cilli; den Löwenanteil erbte Friedrich von Sanneck.
1330 war Graf Ulrich Mitglied eines Augsburger Schiedsgericht, das den Anfall von Kärnten an die österreichischen Herzoge bestimmte, und wurde im selben Jahr mit dem Marschallamt in Österreich gewürdigt.
1331 löste Graf Ulrich etliche Pfandschaften ein und gelangte dadurch wieder in ihren Besitz: die Vesten Kaisersberg, Mildenberg, Murnau, Gericht und Maut zu Bruck, Gerichte zu Leoben und Kindberg und Weiteres. Schon im Jahr zuvor hatte er die Festung Peilenstein rückgelöst. Ein Jahr später verpfändete der Herzog dem Grafen Ulrich die Herrschaft Pfannberg (sie war unter seinem Vater Ulrich IV. verloren gegangen).
1333 war Graf Ulrich Chef eines Schiedsrichterkollegiums, das die Streitsache zwischen dem Abt Heinrich von St. Paul einerseits und Ulrich II. und Friedrich von Walsee sowie Graf Heinrich von Hohenlohe anderseits wegen des Gerichtes auf dem Remschnigg zu Gunsten St. Pauls entschied.
1335 ließ sich nach dem Tode von Heinrich von Kärnten Herzog Otto als Kärntner Herzog einsetzen und installierte Graf Ulrich anstelle Konrads von Auffenstein als Hauptmann von Kärnten.
Im selben Jahr wohl wird er seine Hälfte von Cilli an Friedrich von Sanneck veräußert haben.
Graf Ulrich war neben anderen auch ab 1342 Lehrer Rudolf des Stifters.
1342 gab es einen Konflikt mit Patriarch Bertrand, der die Belehnung Herzog Albrechts II. mit Venzone verweigerte. Graf Ulrich sorgte als Befehlshaber der österreichischen Streitmacht für einen günstigen Vergleich und wurde in der Folge mit Schloss, Stadt und Bezirk Windischgraz belehnt, das er aber 1351 an seinen Schwager Heinrich von Montpreis versetzte.
Nach dem Tode Patriarch Bertrands bestätigte der neugewählte Patriarch Nikolaus dem Herzoge Albrecht II. jene Lehen, die die früheren Kärntner Herzoge besessen hatten, die Patriarch Bertrand aber verweigert hatte: Stadt und Bezirk Venzone, die Vesten Oberwippach und St. Michaelsberg sowie die Veste Clausen auf zwölf Jahre.
1354 gab es zwischen Graf Ulrich und Ulrich III. von Walsee einen Streit um die Gerichtsbarkeit der Herrschaft Weißeneck, die der Herrschaft Heunburg benachbart war. Weißeneck behielt die Landgerichtsbarkeit, der Blutbann über Weißeneck wurde Heunburg zugesprochen.
Zu guter Letzt konnte Graf Ulrich 1354 seinen Sohn Johann mit Gräfin Margarete, Tochter des verstorbenen Grafen Rudolf von Schaunberg, verheiraten.
Ulrich V. von Pfannberg wird von Peter Suchenwirt als homo perfectus, als vollkommener Mann, besungen, der alle wesentlichen Tugenden vereinigte: Weisheit, Gerechtigkeit, Freigebigkeit, Mäßigung und Starkmut.

## Familie
Ulrich war in erster Ehe mit Agnes von Walsee († 1329) verheiratet, der Tochter Ulrichs I. und der Diemud von Rohrau, in zweiter (vor 1331) mit Margareta von Werdenberg, Tochter von Graf Hugo II. und von Eufemia von Ortenburg.
Vermutlich aus der zweiten Ehe stammen die drei Kinder:
- Johann (* 1321, † November 1362), letzter Pfannberger im Mannesstamm ⚭ 1354 Margarethe († nach 1380), Tochter von Graf Rudolf von Schaunberg (⚭ II. 1373 Graf Wilhelm III. von Montfort († um 1379))
- Katharina († nach 1375) ⚭ 1347 Graf Meinhard VI. von Görz
- Margarete († nach 1374) ⚭ um 1347 Graf Friedrich von Ortenburg